# 列昂尼德·奥古利
列昂尼德·阿纳托利耶维奇·奥古利（羅馬化：Leonid Anatol'yevich Ogul'；1963年10月26日）是俄罗斯政治人物，第六届、第七届和第八届国家杜马的代表。2008年，奥古利获得了医学副博士学位。
1988年至2004年，奥古利担任儿科复苏科的复苏麻醉师。2005年至2012年，他任市卫生机构主任医师。2000年12月3日，他当选为阿斯特拉罕市议会代表。2001年至2011年，奥古利担任阿斯特拉罕州杜马代表。2011年、2016年、2021年，奥古利当选为第六届、第七届、第八届国家杜马代表。

## 制裁
奥古利于2022年因俄乌战争而受到英国政府制裁。